# والدس (بازیکن فوتبال)
والدس کیرینو لموس (پرتغالی: Valdez؛ زادهٔ ۱۰ فوریهٔ ۱۹۴۳) بازیکن فوتبال اهل برزیل بود.
از باشگاه‌هایی که در آن بازی کرده‌است می‌توان به باشگاه فوتبال فلومیننزه اشاره کرد.